# 日立ソフトウェアエンジニアリング
日立ソフトウェアエンジニアリング株式会社（ひたちソフトウェアエンジニアリング、英: Hitachi Software Engineering Co., Ltd.）は、かつて存在した日立グループのシステムインテグレーター（メーカー系）である。本社は東京都品川区。コーポレートステートメントは、「創る、支える、拓く」。
2010年10月1日付けで日立システムアンドサービスと合併、日立ソリューションズに商号変更した。

## 事業概要
日立製作所の製品である大型コンピュータのオペレーティングシステム（VOS3など）や様々なミドルウェア（JP1など）の開発、官公庁、金融・保険・証券業向けなどの大規模業務システムの開発を事業としていた。
インターネット、セキュリティ、ライフサイエンス、GIS（地理情報システム）、衛星画像、電子ボードシステムなどの分野でも、サービスを提供していた。
特にセキュリティ分野の代表的製品である「秘文」シリーズは多くの企業が採用し、情報漏洩防止ソリューションのベストセラーとなった。

## 沿革
- 1970年（昭和45年）9月 - 横浜市戸塚区戸塚町（日立製作所ソフトウェア工場内）において設立。その後、様々な大型汎用機向けのソフトウェアを世に送り出す。
- 1977年（昭和52年）6月 - 本社を横浜市戸塚区矢部町に移転。
- 1981年（昭和56年）3月 - 本社を横浜市中区尾上町に移転。
- 1990年（平成2年）10月30日 - 東京証券取引所市場第二部に上場。
- 1991年（平成3年）1月 - 日立ソフトウェアエンジニアリングアメリカ社を米国に設立。
- 1992年（平成4年）9月 - 東京証券取引所市場第一部に上場。
- 2002年（平成14年）10月 - 本社事務所を横浜市より東京都品川区に移転（2007年8月に本店も移転）。
- 2009年（平成21年）7月 - 日立製作所による株式の株式公開買付け（TOB）および100%子会社化（株式交換、上場廃止）が発表される。
- 2010年（平成22年）
  - 2月 - 日立製作所の完全子会社となる。
  - 10月 - 日立システムアンドサービスと対等合併し、日立ソリューションズに商号変更。

## 主な事業所
- 本社（東京都品川区）
- 北海道事業所（札幌市北区）
- 北日本事業所（弘前市）
- 北陸事業所（金沢市）
- ライフサイエンス研究センタ（横浜市鶴見区）
- 東戸塚別館（横浜市戸塚区）
- 九州開発センタ（福岡市中央区）
- 九州事業所（福岡市早良区）

## 海外事業拠点
- HISAL（サンフランシスコ）
- HISAL（ロサンゼルス）
- HISAL（ニューヨーク）
- Cambridge Hitachi（ケンブリッジ）
- HSUK（ロンドン）
- HSEE（ベルリン）
- HSF（パリ）

## 連結子会社・関連会社
- 日立ビジネスソリューション株式会社
- キャブカード＆サービス株式会社
- 株式会社ピスク
- 株式会社DACS
- 日立ソフトシステムデザイン株式会社
- 株式会社アイネス
- 株式会社ビジネスブレイン太田昭和
- 株式会社クラステクノロジー

（過去に日立SKK、日立SKE、日立SKCの名称の子会社を持っていた時期があるが、後に吸収合併、ないしは統合して日立ビジネスソリューションとなっている。）

## その他
- 日立グループのCM（日立の樹）には、1973年開始の初代CMから名を連ねており、2010年の合併まで商号変更を行わずに存続した。現在も日立ソリューションズとして登場している。
- ソフトボール日本代表選手のほかに斎藤春香監督も輩出した「日立ソフトウェア女子ソフトボール部」が、当社のチームと誤解されることがあった。実際は日立製作所ソフトウェア工場（ソフトウェア事業部）のチームであった。同じ日立製作所のチームであった日立高崎ソフトボール部が移管され（2020年現在ビックカメラ女子ソフトボール高崎）区別の必要性がなくなったこと、ソフトウェア工場が閉鎖され、組織改編によりソフトウェア事業部という名称も存在しなくなったことから、同チームは2013年に日立ソフトボール部に名称変更している。